# Danthonia spicata
Danthonia spicata — багаторічна трав'яниста рослина родини тонконогові (Poaceae), поширена у Північній Америці.

## Опис
Не має кореневищ або столонів. Стебла довжиною 20–80 см. Бокові гілки відсутні. Листя в основному базальне. Листові пластини вигнуті, довжиною 7–15 см; шириною 1–2 мм. Суцвіття — волоть. Волоть лінійна довжиною 2–5 см з кількома колосками. Колоски одиничні. Родючі колоски з квітоніжками. Квітоніжки довжиною 1-3 мм. Колоски довжиною 10–13 мм, з 4–9 родючими квіточками, розпадаються при зрілості. Колоскові луски стійкі, подібні, перевищують верхівки квітів, тонші, ніж родюча лема. Колоскові луски ланцетні, довжиною 10–13 мм, без кіля, 3–5-жильні, верхівка загострена. Родюча лема еліптична, 3.5–5 мм довжиною, папероподібна, без кіля; 5-жильна. Пиляків 3.

## Поширення
Північна Америка: південна Ґренландія, більша частина Канади, США, північ Мексики. Зростає в багатьох видах середовища існування, в різних екосистемах лісових і пасовищних угідь. Легко росте на бідних, сухих, кам'янистих ґрунтах. Коли середовище проживання порушується, наприклад, після пожежі, насіння, довго заховане в ґрунті, стимулюється і проростає, роблячи рослину піонерним видом.

## Галерея

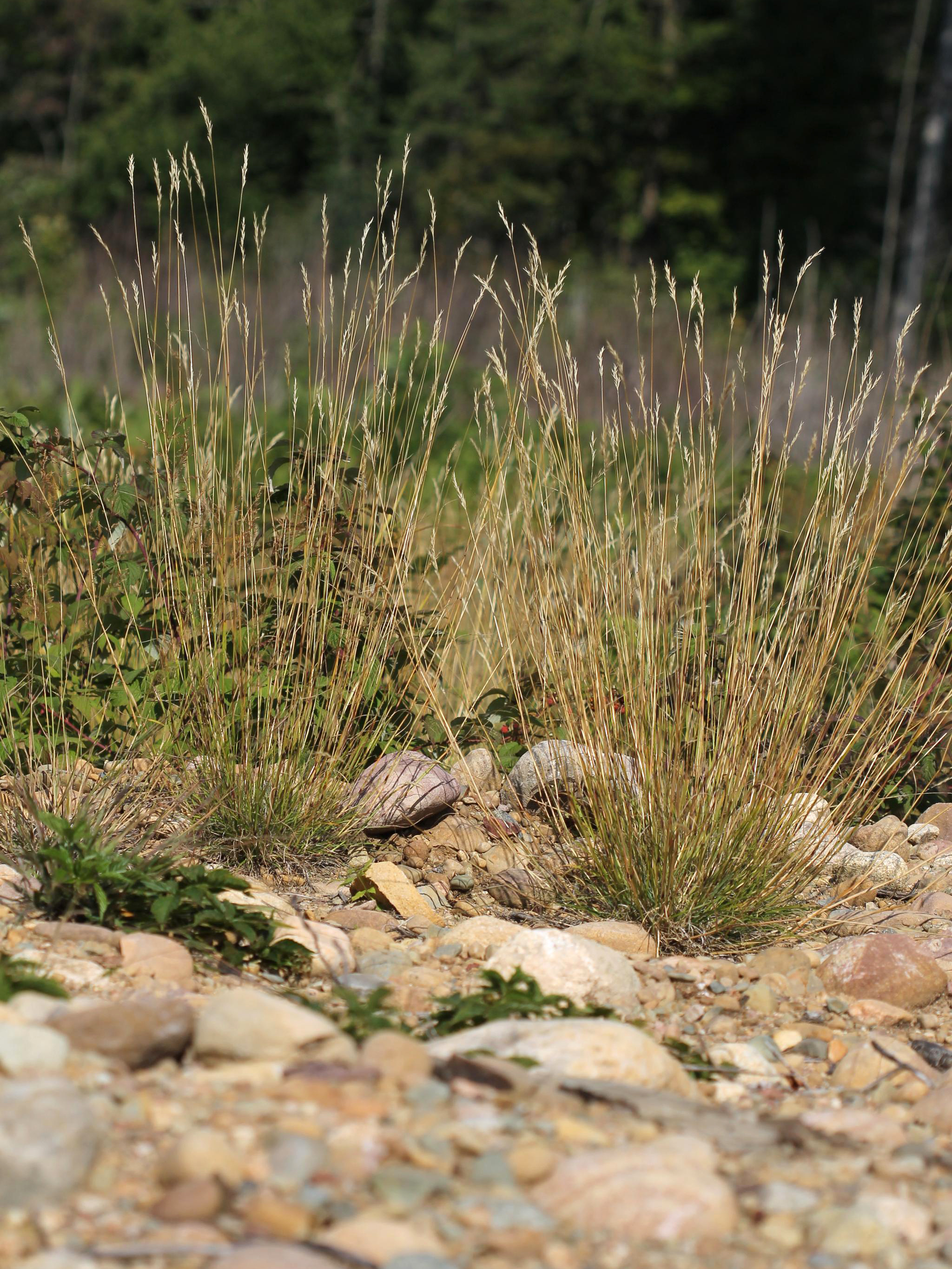
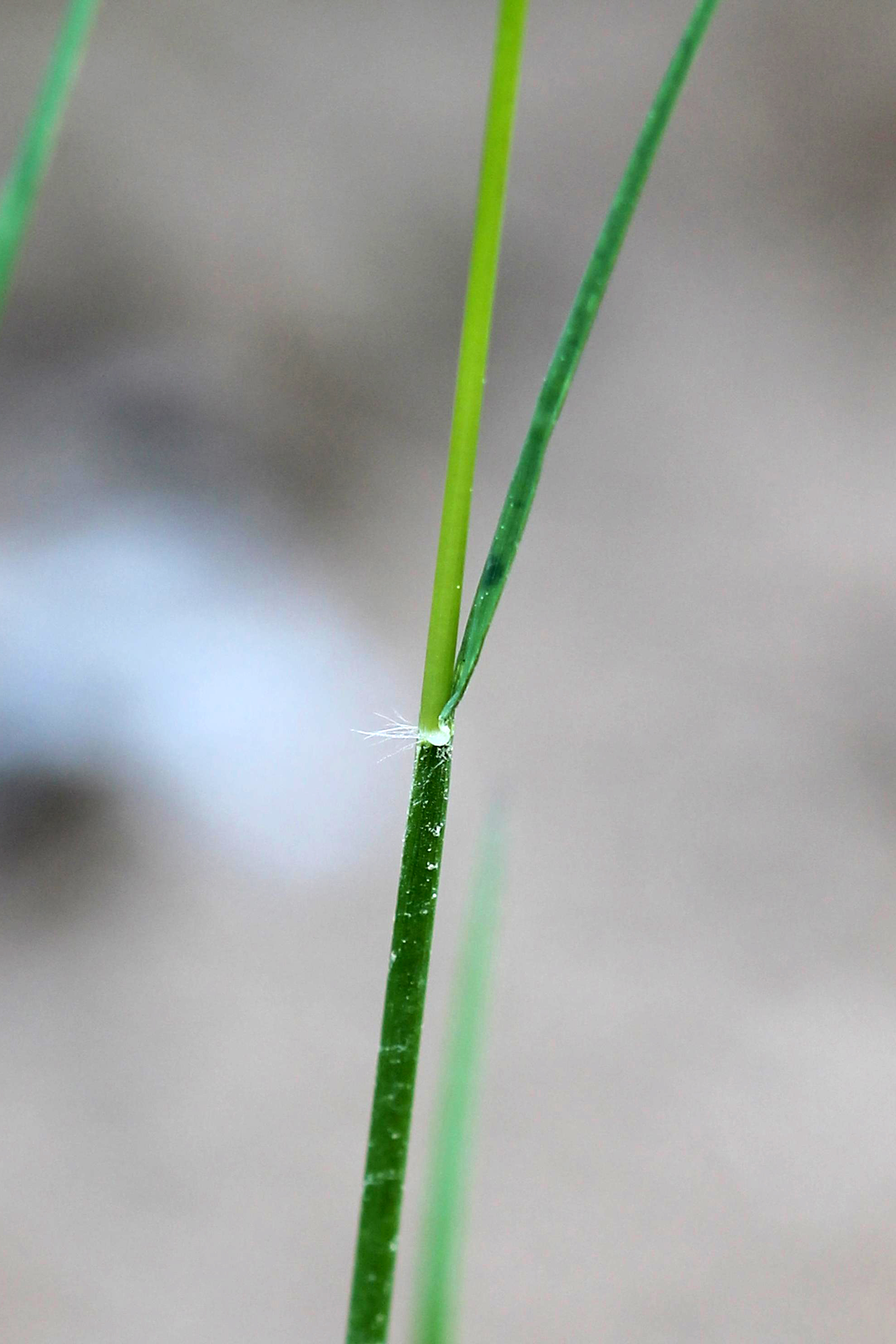
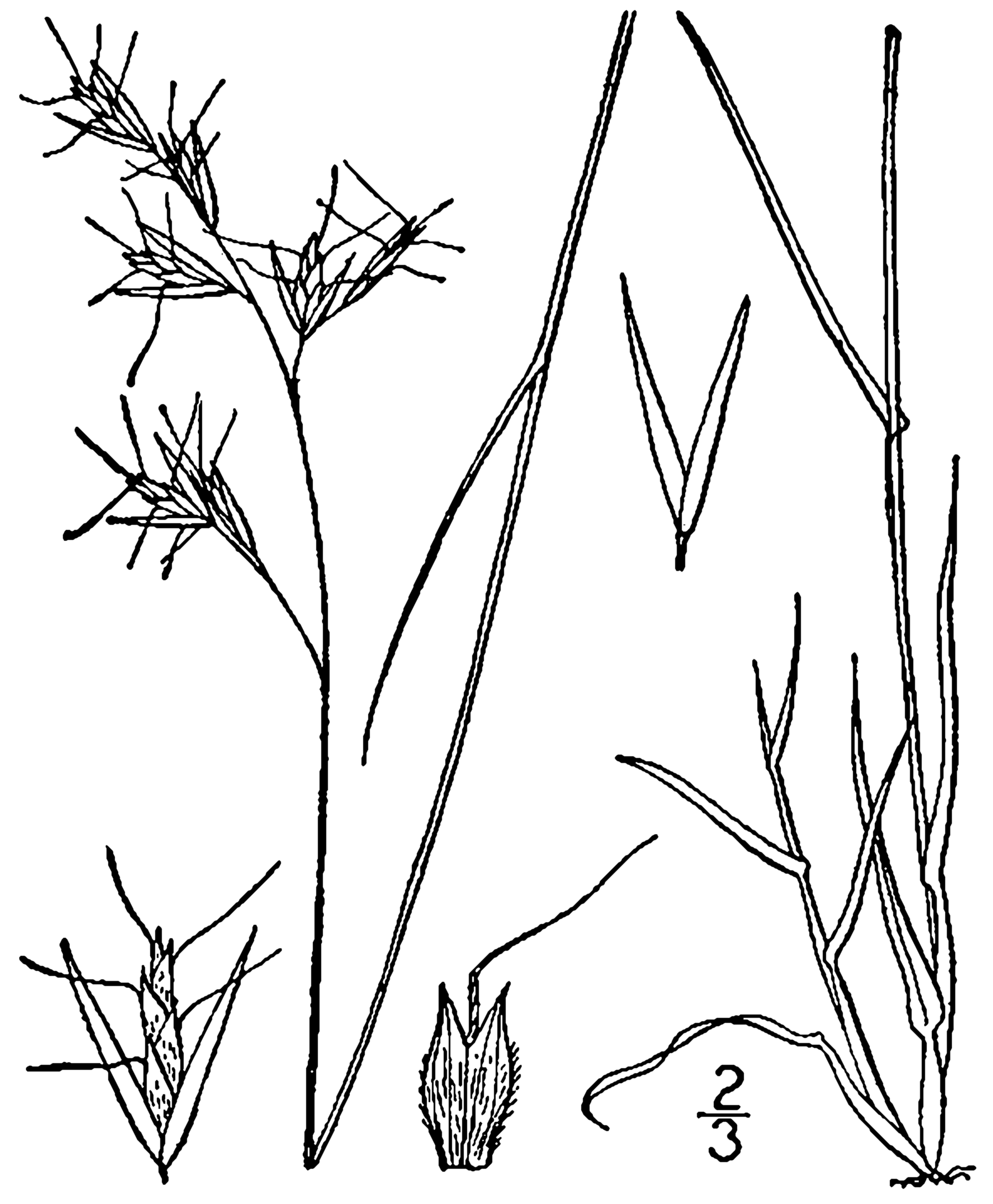